# アウディ・A3 スポーツバック e-tron

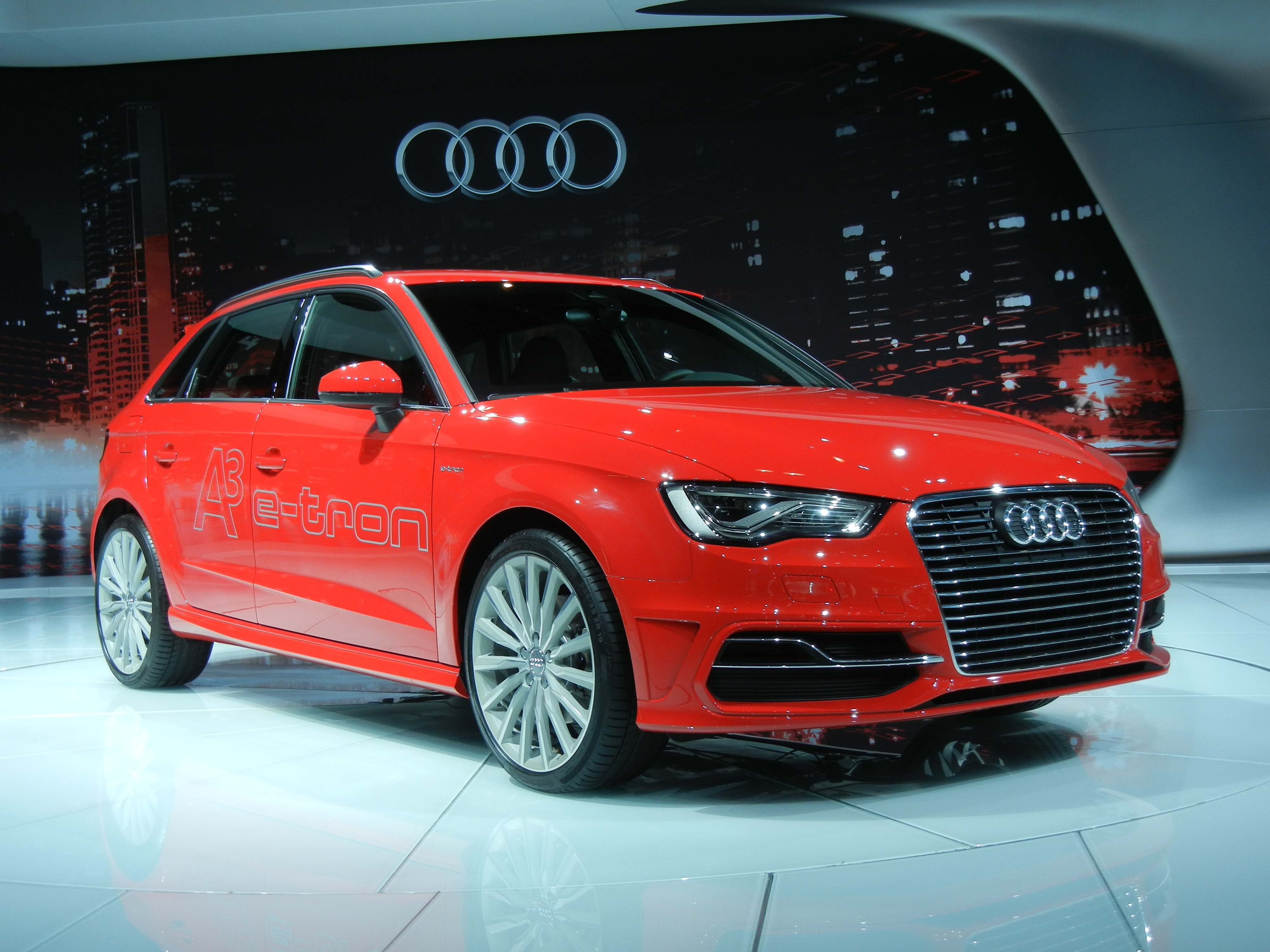
A3 スポーツバック e-tron

アウディ・A3 スポーツバック e-tronとは、アウディがアウディ・A3をベースに製造・販売するプラグインハイブリッドカーである。

## 概要
- 2013年のジュネーブモーターショーでコンセプトカーが発表された。
- A3 e-tronは、フォルクスワーゲン・ゴルフGTEとフォルクスワーゲン・パサート GTEの両方で使用されている同じプラグインハイブリッドパワートレインを共有している。